# DR-Baureihe V 75
Die Lokomotiven der DR-Baureihe V 75 (ab 1970: Baureihe 107) waren bei ČKD Praha hergestellte dieselelektrische Rangierlokomotiven der Deutschen Reichsbahn.

## Geschichte
Die Lokomotiven waren als Ersatz für die weitgehend verschlissenen Dampfrangierlokomotiven der Reihe 80 für den Rangierdienst in Leipzig Hbf vorgesehen. Da man Mitte/Ende der 1950er Jahre aber noch nicht in der Lage war, eigene Fahrzeuge zu beschaffen, importierte man 20 Maschinen aus der Tschechoslowakei, die der dortigen Baureihe T 435.0 (heute: Baureihe 720) bzw. der sowjetischen ЧМЭ2 (ČME2) weitgehend entsprachen. Die Maschinen wurden vorwiegend im Rangierdienst auf den Leipziger Bahnhöfen eingesetzt. Sie kamen aber auch vor Unkrautbekämpfungs- und Bauzügen sowie in der warmen Jahreszeit vor Personenzügen zum Einsatz.
Die Mehrzahl der Lokomotiven wurde nach der Ausmusterung um 1980 verschrottet. Eine Ausnahme bilden vier Lokomotiven, die zur Werkbahn des Zementwerks Karsdorf gelangten. In den 1990er Jahren übernahm die Karsdorfer Eisenbahngesellschaft (KEG) die  Lokomotiven und erwarb ferner weitgehend baugleiche Fahrzeuge aus Tschechien. Bis zur Insolvenz der KEG im Frühjahr 2004 wurden die  Lokomotiven im Bauzugdienst eingesetzt. In diesem Einsatzgebiet waren sie auch weiterhin zu finden – mittlerweile allerdings im Besitz der Arco Transportation GmbH, die 2004/2005 zahlreiche frühere KEG-Fahrzeuge erwarb. Auch die ehemalige V 75 004 wurde inzwischen verschrottet (2011).
Die ehemalige V 75 018 wurde von der Railsystems RP GmbH aufgearbeitet und ist im äußerlichen Zustand der Deutschen Reichsbahn als 107 018 wieder betriebsfähig.
Mindestens 16 Lokomotiven dieser Bauart wurden auch direkt an verschiedene Werksbahnen in der DDR geliefert, darunter die Zementwerke Karsdorf (drei Lokomotiven), die Leuna-Werke und das Petrolchemische Kombinat Schwedt.

## Aufbau

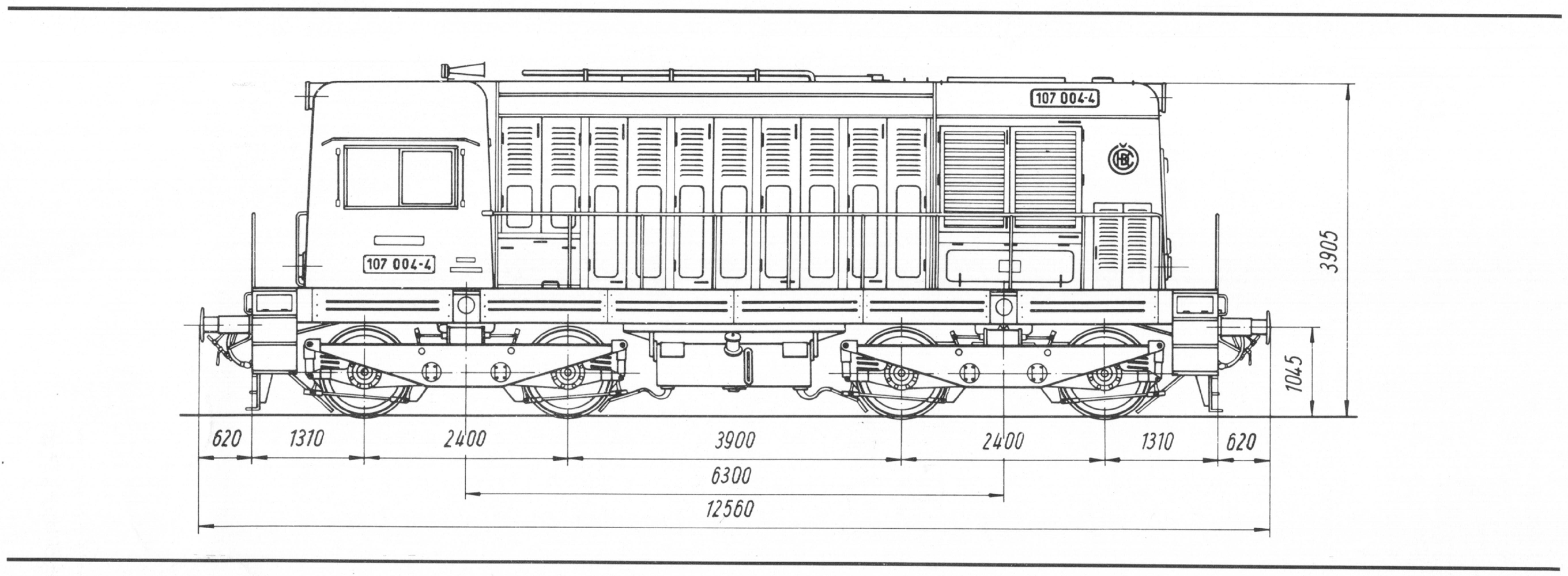
Ausschnitt einer technischen Zeichnung der Diesellokomotive Nummer 107 004-4 der Deutschen Reichsbahn

Die Lok war in Brückenrahmenausführung mit einem Endführerstand und Außenumlauf ausgeführt. Der langsamlaufende Dieselmotor mit einer Nennleistung von 750 PS (547 kW) übertrug seine Leistung elektrisch über einen fremderregten Gleichstromgenerator mit ebenfalls fremderregter Erregermaschine und Gleichstromreihenschlussmotoren auf die vier Achsen. Jeweils zwei Achsen wurden in einem Drehgestell gelagert. Die Höchstgeschwindigkeit betrug 60 km/h. Die Druckluftbremse wurde an deutsche Verhältnisse angepasst, die Maschinen wurden mit einem einlösigen Knorr-Steuerventil ausgerüstet. Ungewöhnlich bei Lokomotiven mit Endführerstand ist, dass die vom Hersteller vorgesehene Hauptfahrrichtung die mit dem Vorbau voraus ist. Der Führerstand ist nur in dieser Richtung vollausgerüstet, für die Fahrt mit dem Führerstand voraus mit deutlich besserer Streckensicht ist nur ein Hilfsfahrpult mit den nötigsten Bedieneinrichtungen vorhanden. Es gibt zwei Einstiegstüren, eine in der Mitte von der Endbühne, die zweite führt auf den linken Umlauf.

## Einsatz
Eingesetzt wurden die Lokomotiven der Baureihe V 75 als Rangierlokomotive, insbesondere im Großraum Leipzig. Die letzten Fahrzeuge waren bis 1984 in Eilenburg stationiert.

## Baugleiche Fahrzeuge
- ČSD-Baureihe T 435.0 – Tschechoslowakische Staatsbahnen